# Философска логика
Философска логика е изследване на по-специфичните философски аспекти на логиката. Терминът контрастира с философия на логиката, металогиката и математическата логика; и след развитието на математическата логика през късния 19 век включва по-скоро онези теми и въпроси, които традиционно се третират от логиката в общ план.
Философската логика изучава доказателствата, аргументите, значението и истината. 